# Сражение при Порт-Репаблик
Сражение при Порт-Репаблик (англ. Battle of Port Republic) — одно из сражений кампании в долине Шенандоа во время Гражданской войны в США, которое произошло 9 июня 1862 года в округе Рокингхем, штат Виргиния.
Это было жестокое сражение между двумя решительно настроенными противниками, и оно стало самым кровопролитным за всю кампанию. Сражение при Порт-Репаблик, как и произошедшее днем раньше при Кросс-Кейс стало решающим моментом в той кампании, которой заставило федеральную армию отступить и позволило генерал-майору Конфедерации Томасу Джексону перебросить свою армию под Ричмонд на помощь генералу Ли.

## Предыстория
Порт-Репаблик — это маленькая деревня, в которой в 1832 году проживало около 160 жителей. Расположена деревня на перешейке между рекой Норт-Ривер и Саут-Ривер, которые образуют развилку реки Шенандоа. 6—7 июня 1862 года армия Джексона, численностью 16 000 человек, стояла лагерем севернее Порт-Репаблик: дивизия Ричарда Юэлла находилась на Милл-Крик возле Годс-Милл, а дивизия Чарльза Уиндера размещалась на северной стороне Норт-Ривер около моста. 15-й алабамский полк был оставлен у Юнион-Чеч, где перекрывал дорогу. Джексон разместил свой штаб в Мэдисон-Холл в самом Порт-Репаблик.

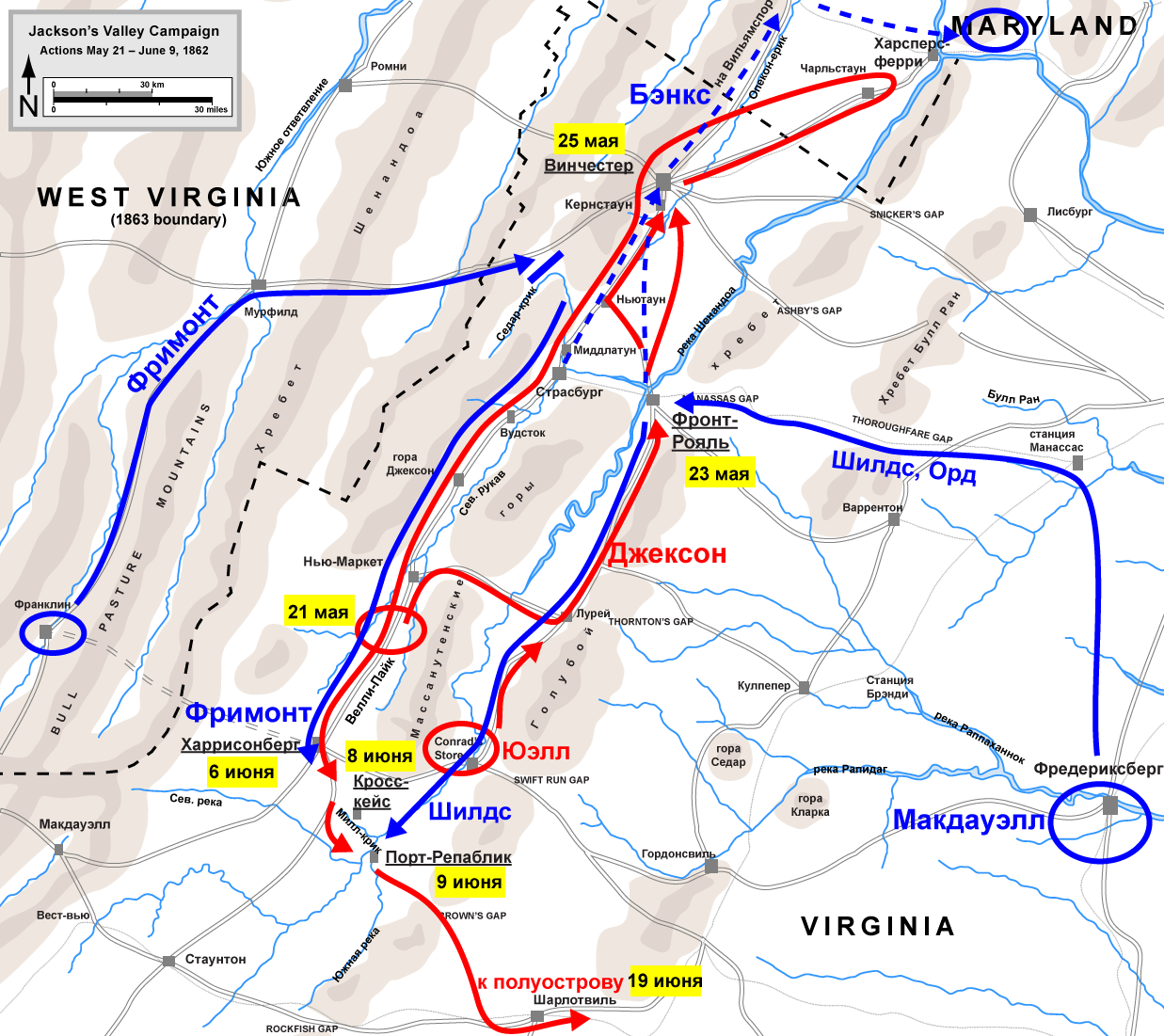
Кампания в долине 21 мая — 9 июня

Рано утром 8 июня началась сражение при Кросс-Кейс. Пока шла перестрелка у Кросс-Кейс, федеральная кавалерия Баярда совершила рейд на Порт-Репаблик и едва не захватила в плен самого Джексона с его обозами. Джексон направил против прорвавшейся кавалерии 37-й вирджинский полк, при появлении которого северяне отошли. Баярд отвёл своих людей на две мили от города и соединился с авангардом Шилдса — бригадой Эрастуса Тайлера.
После разгрома Фримонта при Кросс-Кейс, офицеры Джексона решили, что теперь он отведёт армию из «ловушки», но к их удивлению, Джексон велел вернуть обозы в Порт-Репаблик и накормить людей. Вопреки всеобщему ожиданию он решил на следующий день не уходить, а атаковать Шилдса.
Федеральная бригада генерала Эрастуса Тайлера соединилась с бригадой Самуэля Кэрролла севернее Левистона на Ларей-Роуд. Остальные части дивизии Джеймса Шилдса растянулись по размокшим дорогам. Генерал Тайлер, командующий на поле боя, выступил на рассвете 9 июня. Его левый фланг прикрывала батарея на Левистон-Коалинг, фронт тянулся на запад к реке. Правый фланг и центр были усилены артиллерией, всего 16-ю орудиями. Среди них были 12-фунтовая гаубица и шесть 10-фунтовых нарезных Парротов на вершине холма и пять медных 10-фунтовых нарезных орудия на равнине.

## Силы сторон
В распоряжении Джексона имелись девяти батареи, двух кавалерии и дивизии: собственная и дивизия Юэлла. Дивизия Джексона состояла из трёх пехотных бригад: Бригада каменной стены, бригада Паттона и бригада Тальяферро. Дивизия Юэлла состояла из четырёх пехотных бригад: бригада Скотта, бригада Уолкера, бригада Тримбла и бригада Тэйлора. Всего 6 000 человек.
Дивизия Джексона:
- Бригада каменной стены
  - 2-й Вирджинский пехотный полк: полковник Джеймс Аллен
  - 4-й Вирджинский пехотный полк: полковник Чарльз Рональд
  - 5-й Вирджинский пехотный полк: подполковник Джон Фанк
  - 27-й Вирджинский пехотный полк: полковник Эндрю Григсби[англ.]
  - 33-й Вирджинский пехотный полк: полковник Джон Нефф

- Бригада Джона Паттона
  - 21-й Вирджинский пехотный полк: подполковник Ричард Каннингем
  - 24-й Вирджинский пехотный полк: подполковник Уильям Мартин[англ.]
  - 48-й Вирджинский пехотный полк: подполковник Томас Гарнетт
  - 1-й Вирджинский пехотный батальон[англ.]: капитан Бенджамин Ли

- Бригада Уильяма Тальяферро
  - 10-й Вирджинский пехотный полк: полковник Эдвард Уоррен[англ.]
  - 23-й Вирджинский пехотный полк: полковник Александр Тальяферро
  - 37-й Вирджинский пехотный полк: полковник Самуэль Фалкерсон

- Артиллерия
  - Батарея Поаге: капитан Уильям Поаге[англ.]
  - Батарея Вудинга: капитан Джордж Вудинг
  - Батарея Карпентера[англ.]: капитан Джозеф Карпентер

Дивизия Юэлла:
- Бригада Уильяма Скотта
  - 1-й Мэрилендский пехотный полк[англ.]: полковник Брэдли Джонсон
  - 44-й Вирджинский пехотный полк: полковник Уильям Скотт
  - 52-й Вирджинский пехотный полк: подполковник Джеймс Скиннер
  - 58-й Вирджинский пехотный полк: полковник Самуэль Летчер

- Бригада Джеймса Уокера
  - 12-й Джорджианский пехотный полк: полковник Зефания Коннер
  - 13-й Вирджинский пехотный полк: полковник Джеймс Уокер
  - 25-й Вирджинский пехотный полк: подполковник Патрик Даффи
  - 31-й Вирджинский пехотный полк: полковник Джон Хоффман

- Бригада Исаака Тримбла
  - 15-й Алабамский пехотный полк: полковник Джеймс Кенти
  - 21-й Джорджианский пехотный полк: полковник Джон Мерсер
  - 16-й Миссисипский пехотный полк: полковник Карно Посей[англ.]
  - 21-й Северокаролинский пехотный полк: полковник Уильям Киркланд

- Бригада Ричарда Тэйлора
  - 6-й Луизианский пехотный полк: полковник Исаак Сеймур
  - 7-й Луизианский пехотный полк: полковник Гарри Хайс
  - 8-й Луизианский пехотный полк: полковник Генри Келли
  - 9-й Луизианский пехотный полк[англ.]: полковник Лерой Стаффорд[англ.]
  - «Луизианские тигры»: майор Читем Уит[англ.]

- Артиллерия Степлтона Кратчфилда
  - Батарея Брокенбро: капитан Джон Брокенбро
  - Батарея Кортни: капитан Альфред Кортни
  - Батарея Ласка: капитан Джон Ласк
  - Батарея Рейна: капитан Чарльз Рейн
  - Батарея Риза: капитан Уильям Риз

- Кавалерия
  - 2-й Вирджинский кавалерийский полк: полковник Томас Манфорд
  - 6-й Вирджинский кавалерийский полк[англ.]: полковник Томас Флурнуа[англ.]
  - Батарея Чью: капитан Роджер Чью

Федеральная армия состояла из одной пехотной дивизии Шилдса. Она состояла всего из двух пехотных бригад: бригада Тайлера и бригада Кэрролла, а также кавалерии Чемберлена и трёх батареи. Всего 3 500 человек.
Дивизия Шилдса:
- Бригада Эрастуса Тайлера[англ.]
  - 7-й Индианский пехотный полк[англ.]: полковник Джеймс Гэвин
  - 7-й Огайский пехотный полк[англ.]: подполковник Уильям Крейтон
  - 29-й Огайский пехотный полк[англ.]: полковник Луис Бакли
  - 110-й Пенсильванский пехотный полк[англ.]: полковник Уильям Льюис
  - 1-й Западновирджинский пехотный полк[англ.]: полковник Джозеф Тобурн[англ.]

- Бригада Самуэля Кэрролла
  - 5-й Огайский пехотный полк[англ.]: полковник Самуэль Даннинг
  - 66-й Огайский пехотный полк[англ.]: полковник Чарльз Кэнди[англ.]
  - 84-й Пенсильванский пехотный полк[англ.]: майор Вальтер Барретт

- Кавалерия
  - 7-й Западновирджинский кавалерийский полк[англ.]: майор Бенджамин Чемберлен

- Артиллерия
  - 1-й Огайский артиллерийский полк, Батарея L[англ.]: капитан Люциус Робинсон
  - 1-й Огайский артиллерийский полк, Батарея H[англ.]: капитан Джеймс Хантингтон
  - 4-й артиллерийский полк, Батарея E: капитан Джозеф Кларк

## Сражение

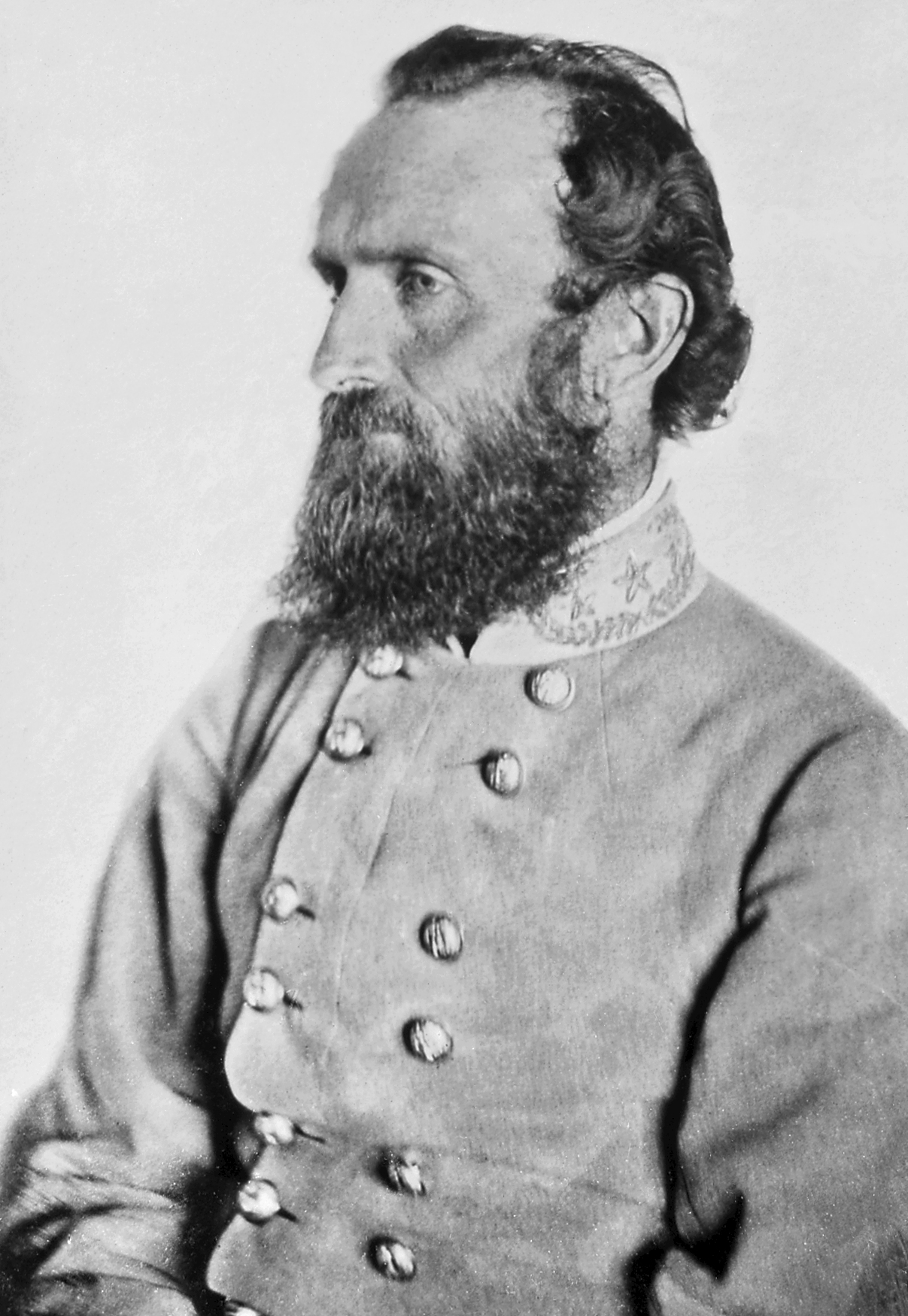
генерал Томас Джексон

Бригада Уиндера перешла реку в 05:00 (первым переправился 2-й вирджинский полк) и начала разворачиваться для атаки и размещать артиллерию. 2-й вирджинский полк полковника Джеймса Аллена был послан для атаки левого фланга противника на холме, а 4-й вирджинский был дан ему в усиление. Батарея Поаге (два Паррота) разместилась левее дороги, а 27-й и 5-й вирджинские полки были оставлены для её прикрытия. В 06:00 артиллерия открыла огонь. В это время федеральный полковник Кэрролл нашёл генерала Тайлера и предложил ему отступить, но Тайлер отказался и начал размещать полки для боя. Он построил их от реки к холму, справа налево: 7-й индианский, 29-й огайский, 7-й огайский, 5-й огайский и 1-й вирджинский.
Как только южане начали наступать, они сразу попали под тяжёлый обстрел федеральной артиллерии и скоро были остановлены. Орудия Конфедерации были выдвинуты вперёд, но тоже попали под обстрел и были вынуждены искать безопасную позицию. Убедившись в мощи федеральной батареи на левом фланге, Джексон послал бригаду Тэйлора (в том числе знаменитых Луизианских тигров) на усиление полков, идущих в обход батареи.
Бригада Уиндера повторила атаку на центр и правый фланг противника, но понесла большие потери. Генерал Тайлер перебросил два полка с левого фланга на правый и предпринял удачную контратаку, которая отбросила южан почти на полмили. В этот самый момент первые полки Конфедерации атаковали позиции батареи, но были отброшены.

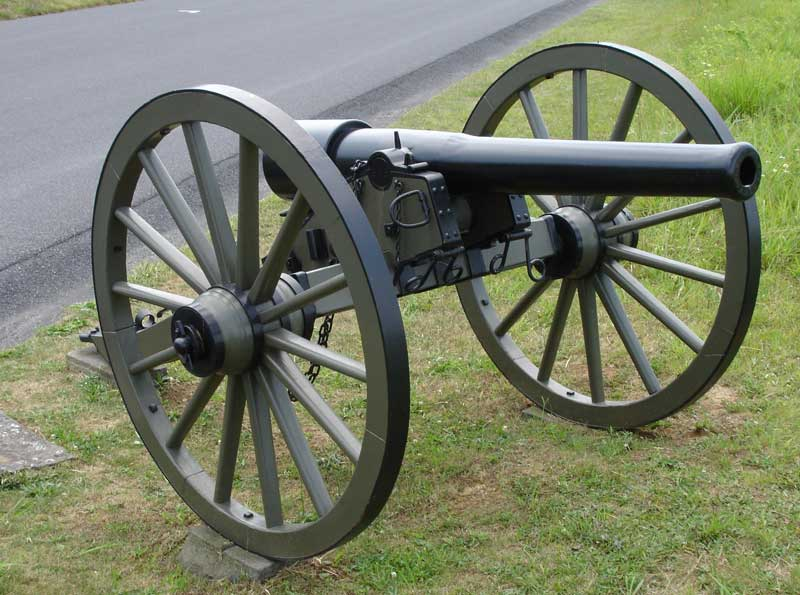
10-фунтовый Паррот

Джексон понял, что противник сопротивляется упорнее, чем предполагалось, поэтому приказал Юэллу вывести последние части своей дивизии за реку и сжечь мост. Эти части присоединились к Уиндеру, усилили его линию и остановили контрнаступление федералов. В этот момент бригада Ричарда Тэйлора атаковала батарею противника, прорвалась на холм и захватила четыре орудия. В ответ Тайлер немедленно приказал провести контратаку силами резервов. Несколько полков бросились в атаку на холм и в рукопашном бою отбили позицию. Тэйлор переместил один полк ещё дальше направо, чтобы обойти фланг противника. Южане атаковали снова и снова заняли холм, захватив пять орудий, которые сразу же были повернуты против федеральных войск. После потери холма позиции Тайлера стали невыгодны, поэтому в 10:30 Тайлер приказал отступать. Джексон приказал начинать генеральное наступление.
Из Порт-Репаблик подошла свежая бригада Уильяма Тальяферро и несколько миль преследовала противника, захватив несколько сотен пленных. Поле боя осталось за армией Юга. Вскоре после полудня армия Фримонта начала разворачиваться на западном берегу, но она уже не могла спасти Тайлера. Фримонт расположил артиллерию на высотах и открыл беспокоящий огонь по противнику. Джексон не спеша отвел дивизии в лес, предполагая, что Фримонт перейдет реку и атакует на следующий день. Однако, ночью Фримонт отступил к Гаррисонбергу.

## Последствия
Несмотря на победу, это сражение считается не самым удачным в карьере Джексона. Ему потребовалось 4 часа, чтобы разбить противника, которого он втрое превосходил по численности, и его потери были выше. Главной причиной проблем стало то, что он посылал свои бригады в бой по частям. Один из участников писал, что «из-за нетерпеливости Джексона мы потеряли гораздо больше людей, чем могли бы». Фактически, в самом сражении не было особого смысла: армия Джексона к ночи остановилась там, где могла бы оказаться на 12 часов ранее без всякого кровопролития. Стратегически сражение тоже ничего не дало, поскольку президентский приказ на отход был дан ещё 8 июня, за день до сражения.
Потери конфедератов в этом сражении, составили более 800 убитыми и ранеными. Тогда как общие потери федералистов, составляется около 1 000 убитыми и ранеными. После неудачи при Кросс-Кейс и Порт-Репаблик, федеральная армия начала отступление. Фримонт вернулся в Гаррисонберг, где обнаружил, что не успел получить письмо президента с приказом не наступать на Джексона. Кавалерия Манфорда тревожила набегами тылы Фримонта, пока он отступал к Маунт-Джексону и Мидлтауну. 14 июня Фримонт соединился с частями Бэнкса и Зигеля. Дивизия Шилдса медленно отступала к Фронт-Рояль, и 21 июня ушла на соединение с армией Макдауэлла.
Джексон отправил в Ричмонд письмо, в котором просил усилить его армию до 40 000 человек, чтобы он смог продолжить наступление вниз по долине и перейти Потомак. Генерал Ли отправил ему 14 000 человек, однако затем пересмотрел свои планы и велел Джексону со всеми силами идти к Ричмонду, для участия в наступлении против Потомакской армии. Джексону было приказано атаковать неприкрытый правый фланг армии Макклеллана. 18 июня, вскоре после полуночи, Джексон начал марш в сторону Вирджинского полуострова. Кампания в длине Шенандоа была закончена. С 25 июня по 1 июля армия Джексона участвовала в Семидневной битве, однако действовала медленно и неэффективно — возможно, именно вследствие усталости после трудной кампании и долгого перехода к Ричмонду.

## Комментарии
1. ↑  Потери армии Союза по некоторым данным, составляется от 1 000 до 1 903 человек: 1 018 согласно Кларку[3], 1 702 согласно Эйчеру[англ.][4] и 1 903 согласно Крику[5].